# Ambàssids

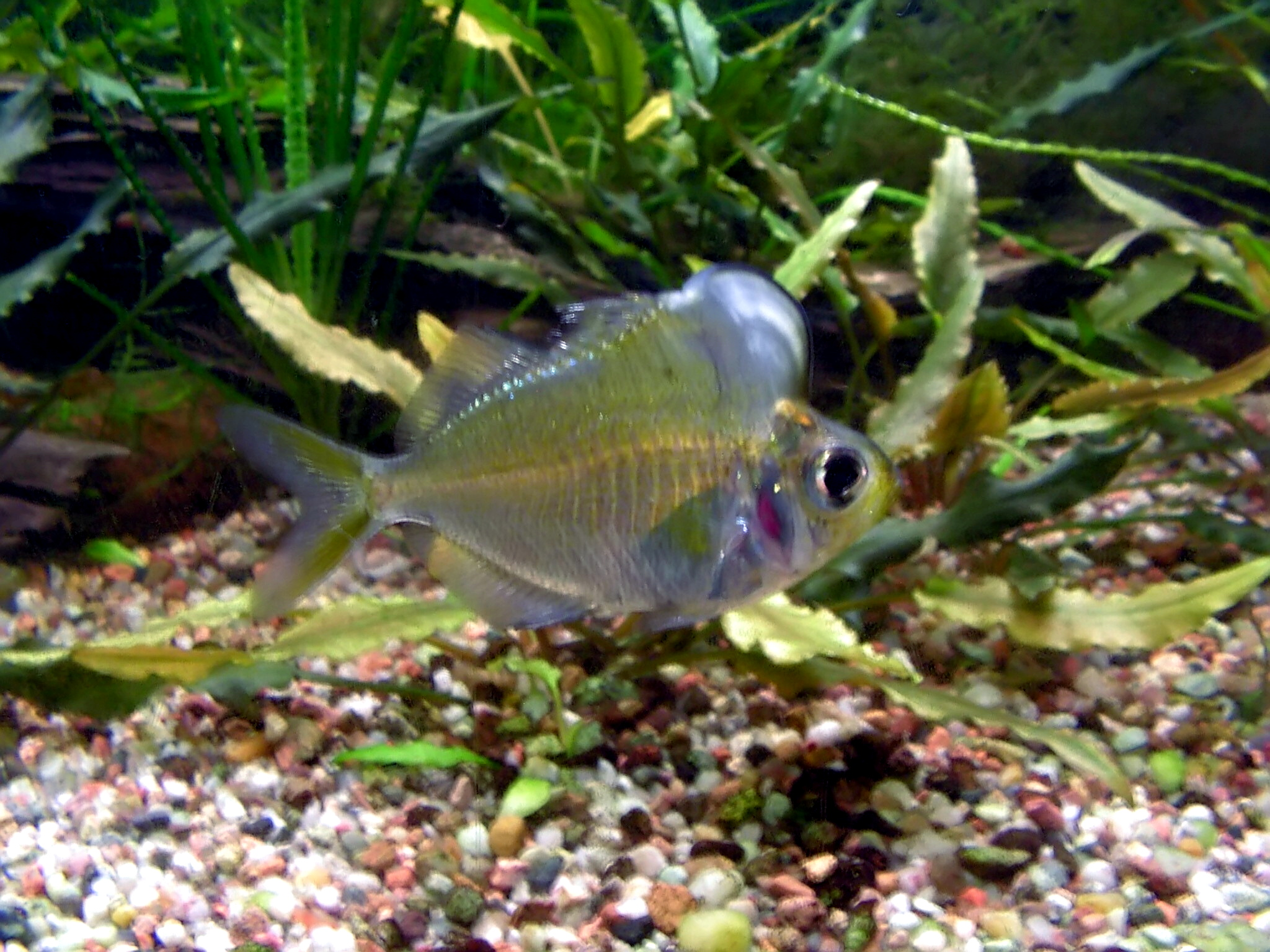
Parambassis pulcinella

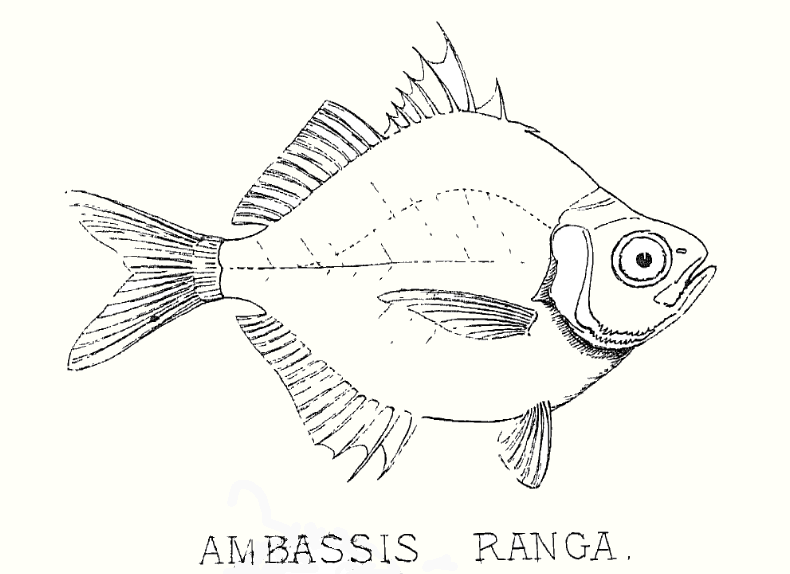
Parambassis ranga

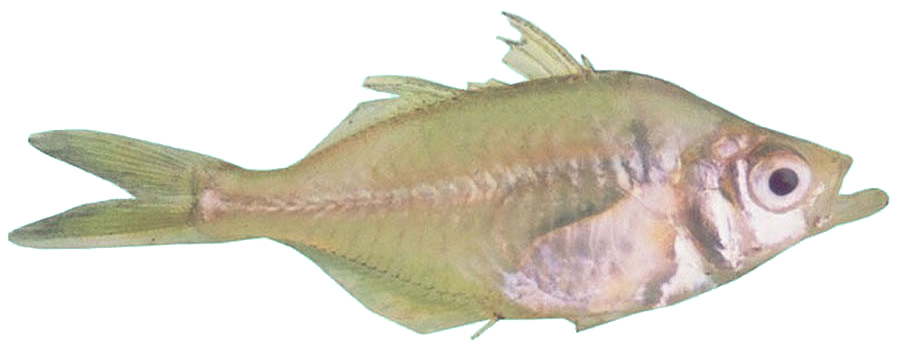
Exemplar del riu Kathani, a l'Índia

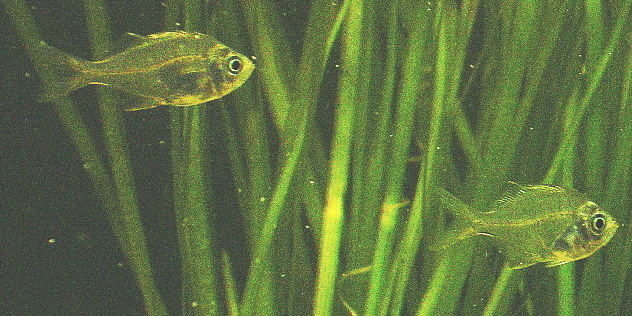
Parambassis ranga

Els ambàssids (Ambassidae) constitueixen una família de peixos pertanyent a l'ordre dels perciformes.

## Descripció
- Mida petita (no depassens els 26 cm de llargària màxima)
- Moltes de les seues espècies tenen un cos transparent o semitransparent.
- Aleta dorsal amb 7-8 espines i 7-11 radis tous.
- Aleta anal amb 3 espines i 7-11 radis tous.
- Aleta pelviana amb una espina i 5 radis tous.
- Nombre de vèrtebres: 24-25.[2][3][3][4]

## Hàbitat
Segons les seues diferents espècies, poden ésser d'aigua dolça, salabrosa o marina.

## Distribució geogràfica
Es troba a Àsia, Oceania, l'Índic i el Pacífic occidental.

## Gèneres
- Ambassis (Cuvier, 1828)[5]
- Chanda (Hamilton, 1822)[6]
  - Chanda nama (Hamilton, 1822)
- Denariusa (Whitley, 1948)[7]
  - Denariusa australis (Steindachner, 1867)
  - Denariusa bandata (Whitley, 1948)
- Gymnochanda (Fraser-Brunner, 1955)[8]
  - Gymnochanda filamentosa (Boeseman, 1957)
  - Gymnochanda flamea (Roberts, 1994)
  - Gymnochanda limi (Kottelat, 1995)
- Paradoxodacna (Roberts, 1989)[9]
  - Paradoxodacna piratica (Roberts, 1989)
- Parambassis (Bleeker, 1874)[10]
- Pseudambassis (Bleeker, 1874)[11]
  - Pseudambassis alleni (Datta & Chaudhuri, 1993)
  - Pseudambassis baculis (Hamilton, 1822)
  - Pseudambassis roberti (Datta & Chaudhuri, 1993)
- Tetracentrum (Macleay, 1883)[12]
  - Tetracentrum apogonoides (Bleeker, 1851)
  - Tetracentrum caudovittatus (Norman, 1935)
  - Tetracentrum honessi (Schultz, 1945)[13][14][15][16][17]

## Observacions
- Abans era coneguda com a Chandidae, una denominació que ITIS encara continua emprant. En canvi, FishBase assenyala que la denominació Ambassidae, la qual va ésser així anomenada per Klunzinger el 1870, té prioritat sobre aquella primera (creada per Fowler el 1905).[4]
- Diverses espècies d'aquesta família són populars com a peixos d'aquari a causa de llurs cossos transparents. N'és un exemple Parambassis ranga, el qual, de vegades, és injectat amb tints de color pels distribuïdors tailandesos d'aquesta espècie. L'esmentat procediment troba una forta oposició entre els afeccionats a l'aquariofília i, així, la revista britànica Practical Fishkeeping va encetar una campanya el 1997 per a aturar el comerç d'aquesta espècie i escorcollar, a nivell mundial, aquelles botigues d'animals de companyia que s'haguessin compromès a no comercialitzar-lo (més de la meitat de les botigues de peixos d'aquari britàniques s'hi van afegir i, com a conseqüència, Parambassis ranga ha esdevingut més escadusser que temps enrere a la Gran Bretanya).[4]